# Deportivo 18 de Marzo (estación)
Deportivo 18 de Marzo es una de las estaciones que forman parte del Metro de la Ciudad de México, es la correspondencia de la Línea 3 y la Línea 6. Se ubica al norte de la Ciudad de México, en la alcaldía Gustavo A. Madero.

## Información general
Su logotipo representa a un jugador de pelota, y su nombre refiere al Deportivo 18 de Marzo que se ubica junto a la estación. 
Esta estación, antes de la construcción de la línea 6, era llamada Basílica, por su cercanía a la Basílica de Guadalupe y tenía como símbolo la imagen de la nueva basílica de Guadalupe. Aún varios años después de la creación de la línea 6, esta estación de la línea 3 siguió denominándose Basílica y la siguiente estación de la línea 6 era denominada La Villa, cuya imagen era la silueta de la Virgen de Guadalupe. 
Para no confundir a los usuarios, a partir del 24 de septiembre de 1996, se optó por el cambio de nombre para las dos estaciones quedando como sigue: la estación Basílica de la línea 3 se denominó Deportivo 18 de Marzo y la estación La Villa de la línea 6 recibió el nombre de La Villa-Basílica. 
Originalmente se tenía planeado bautizar a esta estación como Montevideo, por su cercanía con la avenida de este nombre, por lo que el nombre de esta estación ha cambiado dos veces.

## Afluencia
En 2014, Deportivo 18 de Marzo registro 42,960 pasajeros en promedio en día laborable.
Para la línea 3:
| Tipo de día   | Afluencia promedio |
| ------------- | ------------------ |
| Día festivo   | 20,034             |
| Día laboral   | 42,960             |
| Fin de semana | 28,029             |
| Anual         | 38,141             |

Para la línea 6:
- Total: 773,065
- Promedio diario: 2,118
- Mínima: 516
- Máxima: 19,075

Las siguientes tablas muestran la afluencia de la estación (por línea) en los últimos 10 años:
| Afluencia Anual de Pasajeros (Línea 3) | Afluencia Anual de Pasajeros (Línea 3) | Afluencia Anual de Pasajeros (Línea 3) | Afluencia Anual de Pasajeros (Línea 3) | Afluencia Anual de Pasajeros (Línea 3) | Afluencia Anual de Pasajeros (Línea 3) |
| -------------------------------------- | -------------------------------------- | -------------------------------------- | -------------------------------------- | -------------------------------------- | -------------------------------------- |
| Año                                    | Afluencia                              | A Diario                               | Ranking                                | Incremento                             | Ref.                                   |
| 2024                                   | 9,453,739                              | 25,829                                 | 29°/195                                | -1.26%                                 | [ 3 ]                                  |
| 2023                                   | 9,574,583                              | 26,231                                 | 27°/195                                | +13.07%                                | [ 3 ]                                  |
| 2022                                   | 8,468,149                              | 23,200                                 | 28°/195                                | +42.64%                                | [ 3 ]                                  |
| 2021                                   | 5,936,737                              | 16,265                                 | 42°/195                                | -11.49%                                | [ 4 ]                                  |
| 2020                                   | 6,707,415                              | 18,376                                 | 35°/195                                | -49.14%                                | [ 5 ]                                  |
| 2019                                   | 12,397,054                             | 33,964                                 | 30°/195                                | -5.99%                                 | [ 6 ]                                  |
| 2018                                   | 13,187,272                             | 36,129                                 | 25°/195                                | +1.22%                                 | [ 7 ]                                  |
| 2017                                   | 13,028,092                             | 35,693                                 | 25°/195                                | -2.58%                                 | [ 8 ]                                  |
| 2016                                   | 13,373,725                             | 36,540                                 | 27°/195                                | -7.77%                                 | [ 9 ]                                  |
| 2015                                   | 14,499,789                             | 39,725                                 | 21°/195                                | -3.64%                                 | [ 10 ]                                 |

| Afluencia Anual de Pasajeros (Línea 6) | Afluencia Anual de Pasajeros (Línea 6) | Afluencia Anual de Pasajeros (Línea 6) | Afluencia Anual de Pasajeros (Línea 6) | Afluencia Anual de Pasajeros (Línea 6) | Afluencia Anual de Pasajeros (Línea 6) |
| -------------------------------------- | -------------------------------------- | -------------------------------------- | -------------------------------------- | -------------------------------------- | -------------------------------------- |
| Año                                    | Afluencia                              | A Diario                               | Ranking                                | Incremento                             | Ref.                                   |
| 2024                                   | 475,357                                | 1,298                                  | 188°/195                               | +17.67%                                | [ 3 ]                                  |
| 2023                                   | 460,241                                | 1,260                                  | 186°/195                               | +13.92%                                | [ 3 ]                                  |
| 2022                                   | 403,991                                | 1,106                                  | 175°/195                               | +24.76%                                | [ 3 ]                                  |
| 2021                                   | 323,811                                | 887                                    | 194°/195                               | +11.20%                                | [ 4 ]                                  |
| 2020                                   | 291,197                                | 795                                    | 195°/195                               | -62.39%                                | [ 5 ]                                  |
| 2019                                   | 644,226                                | 1,765                                  | 195°/195                               | -5.45%                                 | [ 6 ]                                  |
| 2018                                   | 681,350                                | 1,866                                  | 195°/195                               | +2.74%                                 | [ 7 ]                                  |
| 2017                                   | 663,193                                | 1,816                                  | 195°/195                               | -0.56%                                 | [ 8 ]                                  |
| 2016                                   | 666,926                                | 1,822                                  | 195°/195                               | -26.60%                                | [ 9 ]                                  |
| 2015                                   | 908,647                                | 2,489                                  | 185°/195                               | -7.26%                                 | [ 10 ]                                 |

## Conectividad

### Salidas
- Por línea 3 al nororiente: Avenida de los Insurgentes Norte y Calle Montiel, Colonia Tepeyac-Insurgentes.
- Por línea 3 al suroriente: Avenida de los Insurgentes Norte entre Calle Montiel y Avenida Ricarte, Colonia Tepeyac-Insurgentes.
- Por línea 3 al norponiente: Avenida de los Insurgentes Norte y Calle Montiel, Colonia Lindavista.
- Por línea 6 al nororiente: Avenida de los Insurgentes Norte y Avenida Ricarte, Colonia Tepeyac-Insurgentes.

### Conexiones
Existen conexiones con las estaciones y paradas de diversos sistemas de transporte:
- Las líneas 1 y 6 del Metrobús.
- La estación cuenta con un CETRAM.